# Orbite héliocentrique
Trajectoire héliocentrique
Ne doit pas être confondu avec Orbite héliosynchrone ou Orbite héliostationnaire.

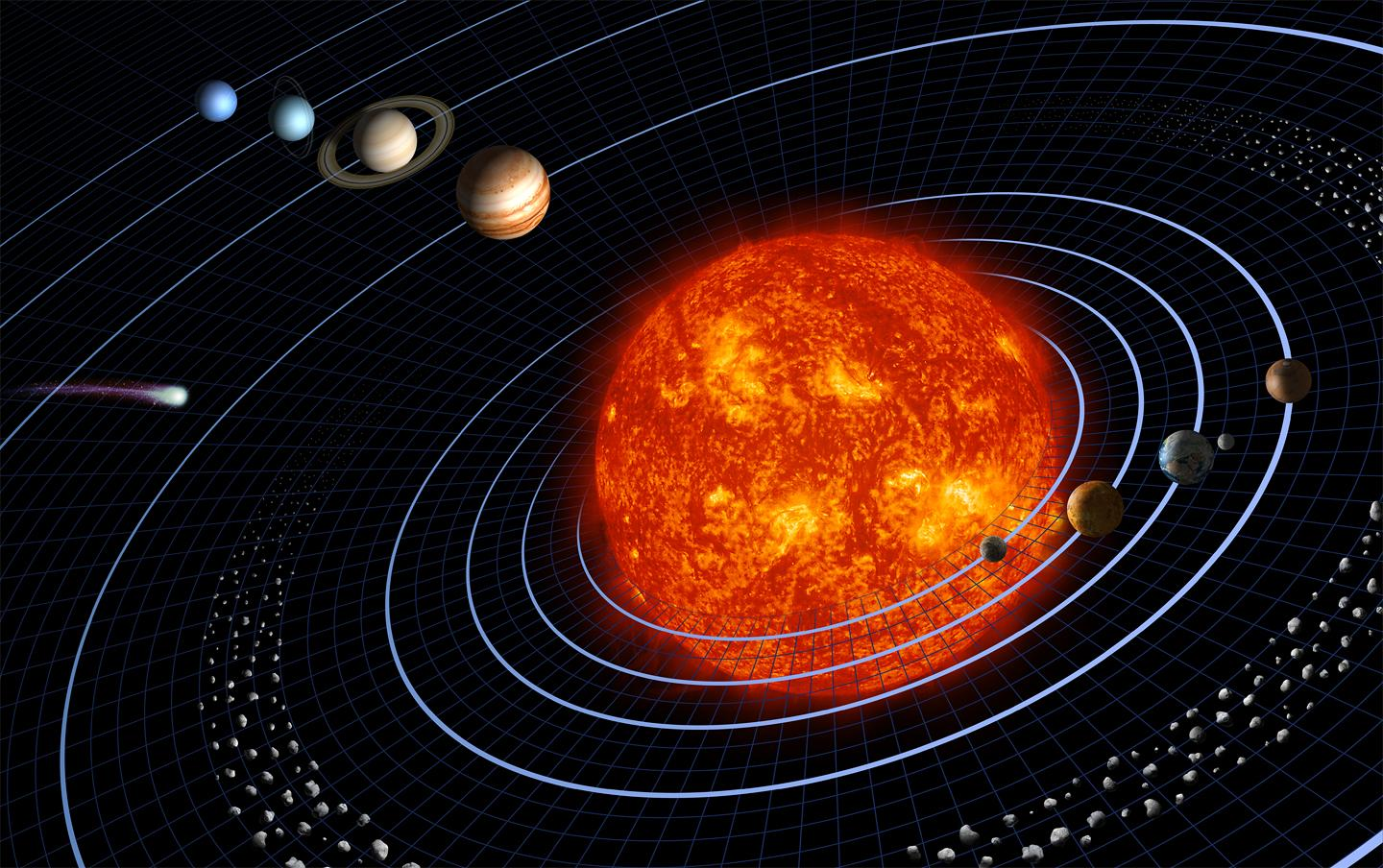
Les planètes en orbite autour du Soleil (vue d'artiste).

Une orbite héliocentrique est une orbite autour du Soleil. Plus précisément, un objet naturel ou manufacturé est dit « en [ou sur une] orbite héliocentrique » si sa trajectoire est, en première approximation, une conique (en général une ellipse) dont un foyer est le Soleil, sans que cet objet tourne autour d'un autre corps plus proche. Le périapside d'une orbite héliocentrique est appelée le périhélie, et son apoapside l'aphélie.
Les corps célestes en orbite héliocentrique sont les planètes, les planètes naines, les astéroïdes et les comètes, mais aussi les poussières interplanétaires et les objets situés dans la ceinture de Kuiper et le nuage de Oort. En 2022, au moins 86 objets manufacturés sont en orbite héliocentrique (essentiellement des sondes et télescopes spatiaux), sans compter les nombreux débris (derniers étages de fusées, caches de protection, etc.).
La trajectoire héliocentrique (parfois appelée orbite héliocentrique) d'un objet du Système solaire qui tourne autour d'un autre corps que le Soleil est sa trajectoire dans un repère dont l'origine est au centre du Soleil. Dans le cas — unique — de la Lune, cette trajectoire est proche d'une ellipse, ne présentant aucune boucle ni point d'inflexion.

## Histoire
La révolution des planètes autour du Soleil a été (re)découverte par l'astronome Nicolas Copernic (1473-1543) et exposée en 1543 dans son De Revolutionibus orbium coelestium.
La forme elliptique de l'orbite héliocentrique des planètes a été découverte par l'astronome Johannes Kepler (1571-1630). Son énoncé, dans l'Astronomia nova (1609), est connu comme la première loi de Kepler.
La démonstration des lois de Kepler a été faite par Isaac Newton (1643-1727), d'abord en 1684 puis plus en détail en 1687 dans ses Principia Mathematica.
Le fait que la trajectoire héliocentrique de la Lune soit entièrement concave, sans boucles ni points d'inflexion, a été énoncé et démontré analogiquement par James Ferguson (1710-1776) en 1745, mais il avait déjà été démontré analytiquement par Colin Maclaurin (1698-1746) dans une lettre publiée en 1748 mais datant sans doute de la fin des années 1730.

## Description
Plus précisément, une orbite héliocentrique est une orbite elliptique dont l'un des foyers est le barycentre du Système solaire. 

Mouvement du centre de masse du système solaire relativement au Soleil, 1945-1995.

Le Soleil étant de très loin le corps le plus massif du Système solaire (700 fois plus massif que l'ensemble du reste du Système solaire), le barycentre du Système solaire est situé dans le Soleil ou à proximité de celui-ci. La distance entre le barycentre du Soleil et le barycentre du Système solaire varie en fonction de la position des autres corps du système planétaire, notamment des quatre planètes géantes gazeuses dont Jupiter, la plus massive.
Les orbites des objets secondaires du Système solaire — la Terre et les autres planètes, les planètes naines et les petits corps — qui sont en rotation directe autour du Soleil, objet primaire de ce système planétaire, sont des orbites héliocentriques. Les orbites des objets tertiaires du Système solaire, qui sont en rotation directe non pas autour du Soleil mais autour de l'objet secondaire dont ils sont les satellites naturels, ne sont pas des orbites héliocentriques. Par exemple, l'orbite de la Lune, unique satellite naturel de la Terre, n'est pas héliocentrique mais géocentrique ; et celle d'une sonde spatiale en rotation directe autour de la Lune, une orbite sélénocentrique.

## Trajectoire héliocentrique d'un satellite
La trajectoire héliocentrique d'un objet du Système solaire tournant autour d'un autre corps que le Soleil est généralement sinueuse. En première approximation c'est une trajectoire plane et fermée, mais présentant des boucles ou des points d'inflexion. Seule la Lune a une trajectoire héliocentrique non sinueuse, très proche d'une ellipse.
Pour étudier quelle forme peut avoir la trajectoire héliocentrique, on se place dans la situation simplifiée où l'objet est en orbite circulaire autour d'une planète et celle-ci en orbite circulaire autour du Soleil, les deux orbites étant dans le même plan. La forme dépend alors des rayons de ces orbites et des vitesses angulaires des deux objets, et plus précisément de leurs deux rapports k (rapport du rayon de l'orbite de la planète à celui de l'orbite du satellite, k > 1) et λ (rapport de la vitesse angulaire du satellite à celle de la planète, λ > 1). On distingue trois cas généraux, plus deux cas limites :
- k > λ2 : la trajectoire est partout concave vue du Soleil ;
- k = λ2 : la trajectoire est partout concave, sauf en un point où sa courbure est nulle ;
- λ < k < λ2 : la trajectoire est ondulée (elle présente des points d'inflexion) ;
- k = λ : la trajectoire est partout concave, sauf en des points de rebroussement ;
- k < λ : la trajectoire présente des boucles (et donc des points doubles, où la trajectoire se croise elle-même).

Le 2e et le 4e cas sont des cas limites d'intérêt purement mathématique, ne pouvant pas se présenter dans le monde réel. De tous les satellites connus (naturels ou artificiels), seule la Lune est dans le 1er cas (λ2 ≈ 179, k ≈ 389).